# The Sadies
The Sadies es una banda de música country y rock and roll canadiense, formada en 1994 en Toronto. Estaba conformada inicialmente por Dallas Good, Travis Good, Sean Dean y Mike Belitsky. Dallas y Travis son hijos de Margaret y Bruce Good, y sobrinos de Brian y Larry Good, miembros de la agrupación canadiense de country The Good Brothers. Han grabado más de quince álbumes desde 1998 hasta la fecha. Dallas Good falleció en febrero de 2022, aunque la banda continúa desde 2023 haciendo giras y presentando el disco póstumo grabado con Dallas, «Colder Streams».

## Discografía
| Año  | Álbum                                                | Posición en listas | Posición en listas | Posición en listas | Posición en listas |
| Año  | Álbum                                                | EEUU Country       | EEUU Heat          | EEUU Indie         |                    |
| ---- | ---------------------------------------------------- | ------------------ | ------------------ | ------------------ | ------------------ |
| 1998 | Precious Moments                                     | —                  | —                  | —                  |                    |
| 1999 | Red Dirt (Andre Williams y The Sadies)               | —                  | —                  | —                  |                    |
| 1999 | Pure Diamond Gold                                    | —                  | —                  | —                  |                    |
| 2001 | Tremendous Efforts                                   | —                  | —                  | —                  |                    |
| 2002 | Stories Often Told                                   | —                  | —                  | —                  |                    |
| 2003 | Mayors of the Moon (Jon Langford & His Sadies)       | —                  | —                  | —                  |                    |
| 2004 | Favourite Colours                                    | —                  | —                  | —                  |                    |
| 2004 | The Tigers Have Spoken (Neko Case & The Sadies)      | —                  | 14                 | 19                 |                    |
| 2006 | In Concert Volume One                                | —                  | —                  | —                  |                    |
| 2006 | Tales of the Rat Fink                                | —                  | —                  | —                  |                    |
| 2007 | New Seasons                                          | —                  | —                  | —                  |                    |
| 2008 | S/T ([Jerry Teel & The Big City Stompers)            | —                  | —                  | —                  |                    |
| 2009 | Country Club (John Doe & The Sadies)                 | 32                 | 10                 | 37                 |                    |
| 2010 | Darker Circles                                       | —                  | —                  | —                  |                    |
| 2012 | Night and Day (Andre Williams y The Sadies)          | —                  | —                  | —                  |                    |
| 2013 | The Good Family Album (The Good Family y The Sadies) | —                  | —                  | —                  |                    |
| 2013 | Internal Sounds (septiembre de 2013)                 | N/A                | N/A                | N/A                |                    |
| 2014 | And The Conquering Sun (con Gordon Downie)           | N/A                | N/A                | N/A                |                    |
| 2017 | Northern Passages                                    | —                  | 20                 | —                  |                    |
| 2022 | Colder Streams                                       | N/A                | N/A                | N/A                |                    |

### Sencillos
- "Crater" (con Gordon Downie) (2014)[3]